# King Kong (personatge)
King Kong és un goril·la fictici gegantí de la cultura popular contemporània que s'origina com a personatge en una pel·lícula. Ha aparegut en diversos films i altres treballs, molts dels quals duen per títol el seu propi nom, com el gran clàssic del cinema de 1933 (King Kong), les adaptacions que es van rodar els anys 1976, 2005 i 2017, i altres seqüeles.

## Argument de la pel·lícula de 1933

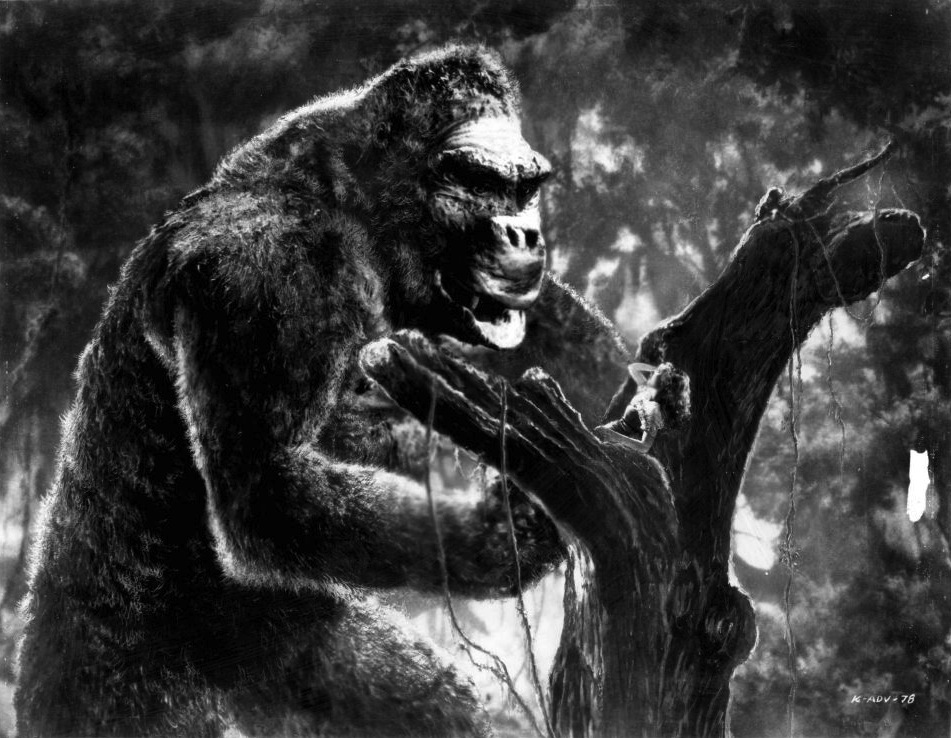
King Kong a la selva

Un equip de cinema va cap a una illa (l'illa de la calavera, "Skull Island]") a la recerca d'un misteriós ésser anomenat Kong. A l'illa descobrixen una civilització perduda que segresta a l'Ann Darrow, l'actriu protagonista, per a oferir-la en sacrifici ritual a Kong, que resulta ser un enorme goril·la.
Kong desenvolupa una estranya atracció per Ann i la defensa de l'atac de dinosaures i d'altres animals prehistòrics abans de ser reduït per l'expedició. Immediatament es decidirà transportar al simi a Nova York, per a ser exhibit públicament. El contacte de King Kong amb un món que no és el seu i l'amor que sent per Ann són el motor de gran part de la pel·lícula.

## Equip de la pel·lícula de 1933
Dirigida per Merian C. Cooper i Ernest B. Schoedsack, va comptar amb la col·laboració de l'expert en efectes especials Willis O'Brien (mestre i precursor de Ray Harryhausen, el "mag" de les animacions en les produccions de la Hammer britànica).
L'actriu protagonista va ser la canadenca Fay Wray, qui va arribar a l'èxit el 1928 amb "The wedding march", dirigida per l'austríac Erich Von Stroheim.